# 阿戈讷地区讷维伊
阿戈讷地区讷维伊（法語：Neuvilly-en-Argonne，法語發音：[nøviji ɑ̃.n‿aʁɡɔn]）是法国默兹省的一个市镇，属于凡尔登区。

## 地理
阿戈讷地区讷维伊（49°9'41"N, 5°3'32"E）面积18.32 平方千米，位于法国大東部大區默兹省，该省份为法国西北部内陆省份，北与比利时接壤，西接马恩省和阿登省，南至上马恩省和孚日省，东临默尔特-摩泽尔省。
与阿戈讷地区讷维伊接壤的市镇（或旧市镇、城区）包括：欧布雷维尔、布勒耶、勒克朗、阿戈讷地区克莱蒙、拉沙拉德。

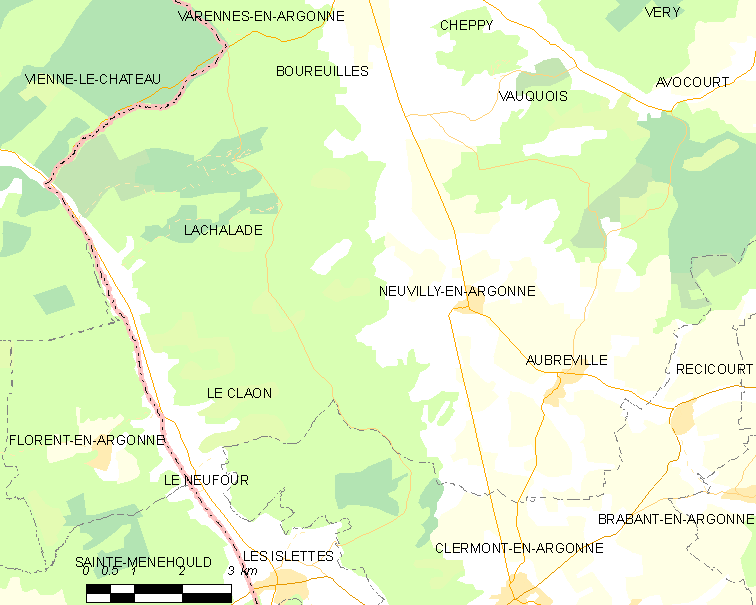
阿戈讷地区讷维伊的OSM定位图

阿戈讷地区讷维伊的时区为UTC+01:00、UTC+02:00（夏令时）。

## 行政
阿戈讷地区讷维伊的邮政编码为55120，INSEE市镇编码为55383。

## 政治
阿戈讷地区讷维伊所属的省级选区为阿戈讷地区克莱蒙县。

## 人口

1962-2008年间阿戈讷地区讷维伊人口变化图示

阿戈讷地区讷维伊于2022年1月1日时的人口数量为227人。